# Осада Павии (755)
Осада Павии (ит. Assedio di Pavia (755)) — одно из сражений, произошедшее в июне 755 года, когда франкская армия во главе с королем Пипином Коротким окружила в Павии, тогдашней столице Лангобардского королевства, остатки войск короля Айстульфа и в результате осады вынудила его согласиться на мир.
В 754 году, после того как лангобардский король Айстульф под давлением Пипина Короткого согласился восстановить статус Равенны и других завоеванных в Италии территорий и выполнить требования римского папы, франки оставили Италию. Однако Айстульф нарушил свои обещания и в январе 755 года возобновил наступление на Рим. Вновь папа Стефан стал умолять Пипина о помощи и добился повторного вторжения франков на Апеннинский полуостров. «Армия короля Пипина перешла Мон-Сени (Mont-Cenis) и подошла к ущелью, в котором лангобарды сделали попытку к сопротивлению. Но франки без остановки перешли через горные вершины — на этот раз они учли уроки прошлого — и в ярости ворвались в королевство Айстульфа, убивая всех лангобардов, которые встречались на их пути. Остальные из тех, кто еще ждал их, разбежались в смятении...».
В июне 755 года Пипин Короткий с основной частью франкской армии достиг Павии и начал её осаду. Сведений об осаде очень мало и нет известий о конкретных столкновениях между двумя армиями. Вероятно, франки ограничились тем, что устроили блокаду вокруг могучих укреплений города. Вероятно, операции продолжались около месяца, в течение которого франкские войска, не участвовавшие в осаде, захватили обширные территории Лангобардского королевства. 
Чувствуя, что дальнейшее сопротивление напрасно, Айстульф решил договориться о мире с Пипином Коротким. Соглашение было найдено очень быстро, настолько, что уже в июле франкская армия оставила территорию Италии. Айстульф сохранил королевство, но ему пришлось уступить Равенну и другие завоеванные города Стефану II, поклявшись, что он больше не будет вести войну против папы и Византийской империи. Кроме того, он должен был заплатить Пипину Короткому тяжелую дань и доставить франкскому королю в качестве заложников 40 членов самых важных аристократических семей королевства.